# Иеронимус, Георг
Георг Ганс Эмо Вольфганг Иеронимус (нем. Georg Hans Emmo Wolfgang Hieronymus; 1846—1921) — немецкий ботаник. Член Академии наук Аргентины.

## Биография
Георг Иеронимус родился 15 февраля 1846 года в деревне Шёнайхе (ныне — Прошкув, Польша) близ Ноймаркта в Силезии. Учился медицине и естественным наукам в Цюрихе и Берне, затем решил посвятить свою жизнь изучению ботаники, в 1870 году переехав в Берлин, затем — в Галле. В 1872 году Иеронимус получил степень доктора философии в Университете Галле.
В 1873 году Иеронимусу была предложена работа ассистентом ботаника Пауля Гюнтера Лоренца в Национальном университете Кордовы в Аргентине, на что он согласился. В 1874 году Иеронимус сам стал профессором ботаники Кордовского университета. Там он занимался исследованием флоры Аргентины, Бразилии, Боливии и Уругвая. В 1883 году Георг вернулся в Европу и стал преподавать в Бреслау. С 1892 года он работал куратором Ботанического музея Берлин-Далем.
Георг Иеронимус скончался в Берлине 18 января 1921 года.
Основной гербарий Иеронимуса хранился в Ботаническом музее Берлин-Далем (B), однако в 1892 году был частично уничтожен. Множество образцов ботаника хранится в Национальном университете Кордовы (CORD).

## Роды растений, названные в честь Г. Иеронимуса
- Hieronymiella Pax, 1899
- Hieronymusia Engl., 1918 [= Suksdorfia A.Gray, 1880, nom. cons.]

## Некоторые научные работы
- Hieronymus, G.H.E.W. (1882). Plantae diaphoricae florae argentinae. 404 p.
- Hieronymus, G.H.E.W. (1890). Beiträge zur Kenntniss der europäischen Zoocecidien. 224 p.